# Ganleu
Ganleu  est une localité de l'ouest de la Côte d'Ivoire, et appartenant au département de Danané, Région des Dix-Huit Montagnes. La localité de Ganleu était un chef-lieu de commune de 2005 jusqu'en 2012, date à laquelle le gouvernement ivoirien a supprimé 1126 communes, y compris Ganleu.